# شتيفان بروير
شتيفان بروير (بالألمانية: Stefan Breuer)‏ هو أستاذ جامعي ألماني، ولد في 9 ديسمبر 1948 في أيسناخ في ألمانيا.